# Телма Койн-Лонґ
Телма Койн-Лонґ (англ. Thelma Coyne Long; 14 жовтня 1918 — 13 квітня 2015) — колишня австралійська тенісистка.
Найвищу одиночну позицію світового рейтингу — 7 місце за (Ленсом Тінґеєм) досягла 1952 року.
Перемагала на турнірах Великого шолома в одиночному та змішаному парному розрядах.

## Фінали турнірів Великого шлему

### Одиночний розряд: 6 (2–4)
| Результат | Рік  | Турнір              | Покриття | Суперниця           | Рахунок       |
| --------- | ---- | ------------------- | -------- | ------------------- | ------------- |
| Поразка   | 1940 | Чемпіонат Австралії | Трава    | Ненсі Вінн-Болтон   | 7–5, 4–6, 0–6 |
| Поразка   | 1951 | Чемпіонат Австралії | Трава    | Ненсі Вінн-Болтон   | 1–6, 5–7      |
| Перемога  | 1952 | Чемпіонат Австралії | Трава    | Гелен Енґвін        | 6–2, 6–3      |
| Перемога  | 1954 | Чемпіонат Австралії | Трава    | Дженні Стейлі Гоуд  | 6–3, 6–4      |
| Поразка   | 1955 | Чемпіонат Австралії | Трава    | Берил Пенроуз       | 4–6, 3–6      |
| Поразка   | 1956 | Чемпіонат Австралії | Трава    | Мері Картер-Рейтано | 6–3, 2–6, 7–9 |

### Парний розряд: 16 (12–4)
| Результат | Рік  | Турнір               | Покриття | Партнерка         | Суперниці                              | Рахунок       |
| --------- | ---- | -------------------- | -------- | ----------------- | -------------------------------------- | ------------- |
| Перемога  | 1936 | Чемпіонат Австралії  | Трава    | Ненсі Вінн-Болтон | Мей Блік Кетрін Вудвард                | 6–2, 6–4      |
| Перемога  | 1937 | Чемпіонат Австралії  | Трава    | Ненсі Вінн-Болтон | Нелл Голл-Гопман Емілі Гуд Вестакотт   | 6–2, 6–2      |
| Перемога  | 1938 | Чемпіонат Австралії  | Трава    | Ненсі Вінн-Болтон | Дороті Чені Дороті Воркмен             | 9–7, 6–4      |
| Перемога  | 1939 | Чемпіонат Австралії  | Трава    | Ненсі Вінн-Болтон | Мей Гардкасл Нелл Голл-Гопман          | 7–5, 6–4      |
| Перемога  | 1940 | Чемпіонат Австралії  | Трава    | Ненсі Вінн-Болтон | Джоан Гартіґан Емілі Німаєр            | 7–5, 6–2      |
| Поразка   | 1946 | Чемпіонат Австралії  | Трава    | Ненсі Вінн-Болтон | Джойс Фітч Мері Бевіс Готон            | 7–9, 4–6      |
| Перемога  | 1947 | Чемпіонат Австралії  | Трава    | Ненсі Вінн-Болтон | Джойс Фітч Мері Бевіс Готон            | 6–3, 6–3      |
| Перемога  | 1948 | Чемпіонат Австралії  | Трава    | Ненсі Вінн-Болтон | Пат Джонс Мері Бевіс Готон             | 6–3, 6–3      |
| Перемога  | 1949 | Чемпіонат Австралії  | Трава    | Ненсі Вінн-Болтон | Доріс Гарт Марі Тумі                   | 6–0, 6–1      |
| Поразка   | 1950 | Чемпіонат Австралії  | Трава    | Ненсі Вінн-Болтон | Луїз Браф Доріс Гарт                   | 2–6, 6–2, 3–6 |
| Перемога  | 1951 | Чемпіонат Австралії  | Трава    | Ненсі Вінн-Болтон | Джойс Фітч Мері Бевіс Готон            | 6–2, 6–1      |
| Перемога  | 1952 | Чемпіонат Австралії  | Трава    | Ненсі Вінн-Болтон | Аллісон Бертон Бейкер Мері Бевіс Готон | 6–1, 6–1      |
| Перемога  | 1956 | Чемпіонат Австралії  | Трава    | Мері Говтон       | Мері Картер-Рейтано Берил Пенроуз      | 6–2, 5–7, 9–7 |
| Поразка   | 1957 | Вімблдонський турнір | Трава    | Мері Говтон       | Алтея Гібсон Дарлін Гард               | 1–6, 2–6      |
| Перемога  | 1958 | Чемпіонат Австралії  | Трава    | Мері Говтон       | Лоррен Коглан Анджела Мортімер         | 7–5, 6–8, 6–2 |
| Поразка   | 1958 | Чемпіонат Франції    | Ґрунт    | Мері Говтон       | Йола Рамірес Росі Реєс                 | 4–6, 5–7      |

### Мікст (5–3)
| Результат | Рік  | Турнір               | Покриття | Партнер           | Суперник і суперниця        | Рахунок       |
| --------- | ---- | -------------------- | -------- | ----------------- | --------------------------- | ------------- |
| Поразка   | 1938 | Чемпіонат США        | Трава    | Джон Бромвіч      | Еліс Марбл Дон Бадж         | 1–6, 2–6      |
| Перемога  | 1951 | Чемпіонат Австралії  | Трава    | Джордж Вортінгтон | Клер Проктор Джек Мей       | 6–4, 3–6, 6–2 |
| Перемога  | 1952 | Чемпіонат Австралії  | Трава    | Джордж Вортінгтон | Ґвен Тіле Том Воргерст      | 9–7, 7–5      |
| Поразка   | 1952 | Вімблдонський турнір | Трава    | Енріке Мореа      | Доріс Гарт Френк Седжмен    | 6–4, 6–3, 6–4 |
| Поразка   | 1952 | Чемпіонат США        | Трава    | Лью Гоуд          | Доріс Гарт Френк Седжмен    | 3–6, 5–7      |
| Перемога  | 1954 | Чемпіонат Австралії  | Трава    | Рекс Гартвіг      | Берил Пенроуз Джон Бромвіч  | 4–6, 6–1, 6–2 |
| Перемога  | 1955 | Чемпіонат Австралії  | Трава    | Джордж Вортінгтон | Дженні Стейлі Гоуд Лью Гоуд | 6–2, 6–1      |
| Перемога  | 1956 | Чемпіонат Франції    | Ґрунт    | Луїс Аяла         | Доріс Гарт Роберт Гау       | 4–6, 6–4, 6–1 |

## Часова шкала турнірів Великого шлему в одиночному розряді
| W | Ф | ПФ | ЧФ | #Р | КТ | К# | DNQ | A | NH |

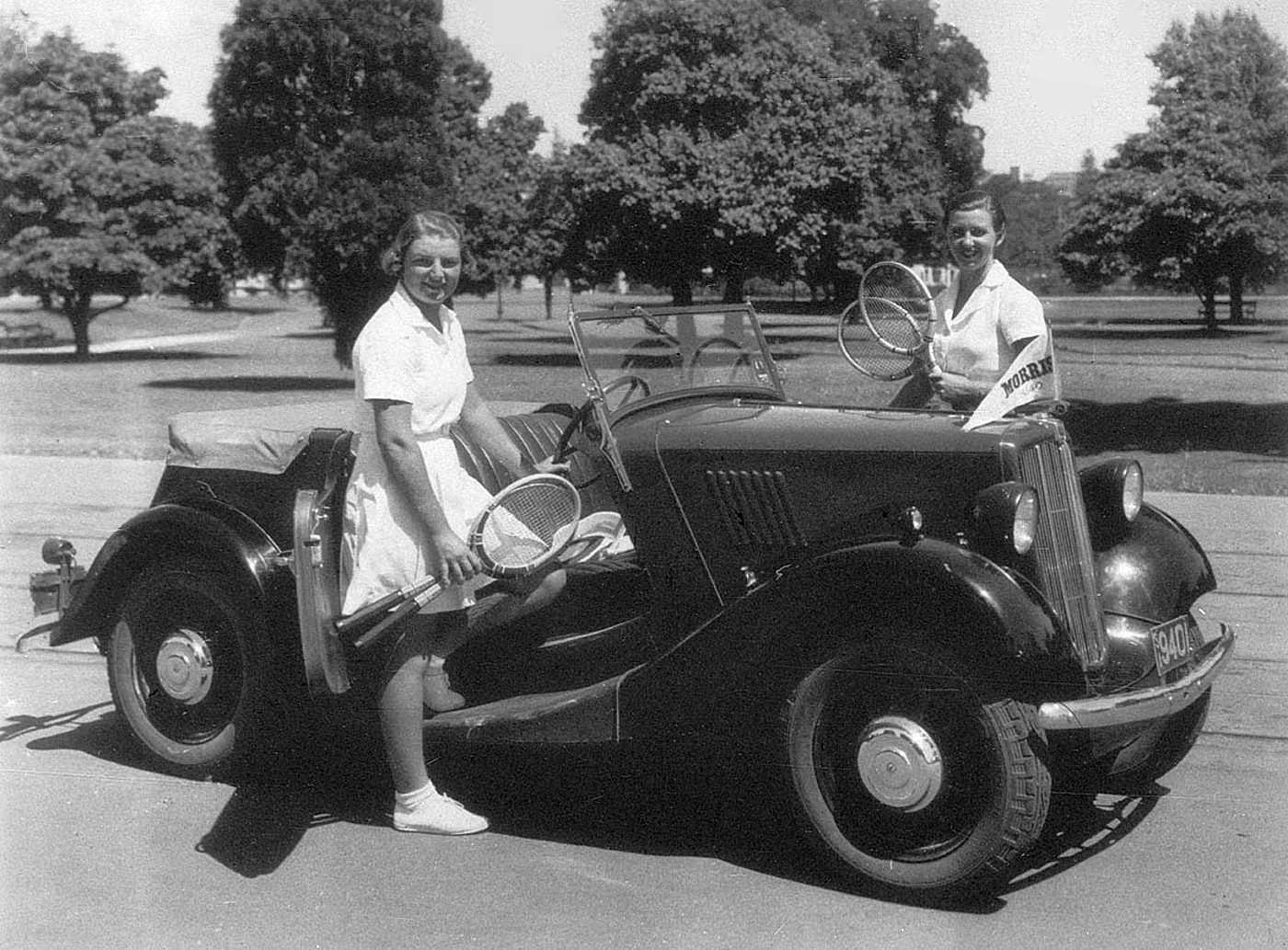
Телма Койн (л) і Ненсі Вінн (п), Аделаїда(1938)

R = турнір обмежувався внутрішнім чемпіонатом Франції й відбувався під німецькою окупацією.
| Турнір               | 1935 | 1936 | 1937 | 1938 | 1939 | 1940 | 1941 – 1944 | 1945 | 19461 | 19471 | 1948 | 1949 | 1950 | 1951 | 1952 | 1953 | 1954 | 1955 | 1956 | 1957 | 1958 | 1959 | SR     | W–L   | Перемога % |
| -------------------- | ---- | ---- | ---- | ---- | ---- | ---- | ----------- | ---- | ----- | ----- | ---- | ---- | ---- | ---- | ---- | ---- | ---- | ---- | ---- | ---- | ---- | ---- | ------ | ----- | ---------- |
| Чемпіонат Австралії  | 1р   | ПФ   | ПФ   | ЧФ   | ПФ   | Ф    | NH          | NH   | ЧФ    | ПФ    | 2р2  | ПФ   | ЧФ   | Ф    | П    |      | П    | Ф    | Ф    |      | 2р   | 1р   | 2 / 18 | 46–14 | 76.7       |
| Чемпіонат Франції    |      |      |      | 2р   |      | NH   | R           |      |       |       |      |      |      | ЧФ   |      |      |      |      | 3р   |      | 3р   |      | 0 / 4  | 7–3   | 70.0       |
| Вімблдонський турнір |      |      |      | 3р   |      | NH   | NH          | NH   |       |       |      | 2р   | 3р   | 1р3  | ЧФ   |      |      |      | 1р   | 1р   | 2р   |      | 0 / 8  | 13–7  | 65.0       |
| Чемпіонат США        |      |      |      | 3р   |      |      |             |      |       |       |      |      |      |      | ЧФ   | 3р   |      |      |      |      | 2р   |      | 0 / 4  | 8–4   | 66.7       |
| В-П                  | 0–1  | 2–1  | 3–1  | 6–3  | 3–1  | 3–1  |             |      | 2–1   | 3–1   | 0–0  | 6–2  | 4–2  | 7–2  | 11–2 | 2–1  | 5–0  | 4–1  | 6–3  | 0–1  | 7–3  | 0–1  | 2 / 34 | 74–28 | 72.5       |

1 У 1946 і 1947 роках чемпіонати Франції відбувалися після Вімблдону.

2,3 Койн не грала. Її суперниця перемогла без гри.